# 龜有車站
龜有車站（日语：／ Kameari eki */?）是位於日本東京都葛飾區龜有三丁目，屬於東日本旅客鐵道（JR東日本）常磐線的鐵路車站。車站編號是JL 20。本站只有緩行線上的各站停車停靠。本站依據特定都區市內的特例屬於「東京都區內」。

## 車站結構
本站為高架複複線路段緩行線上，設有島式月台1面2線的高架車站。

### 月台配置
| 月台 | 路線               | 方向 | 目的地                                     |
| ---- | ------------------ | ---- | ------------------------------------------ |
| 1    | 常磐線（各站停車） | 下行 | 松戶、柏、我孫子、取手方向                 |
| 2    | 常磐線（各站停車） | 上行 | 北千住、西日暮里、代代木上原、小田原線方向 |

（來源：JR東日本:車站構內圖（页面存档备份，存于））

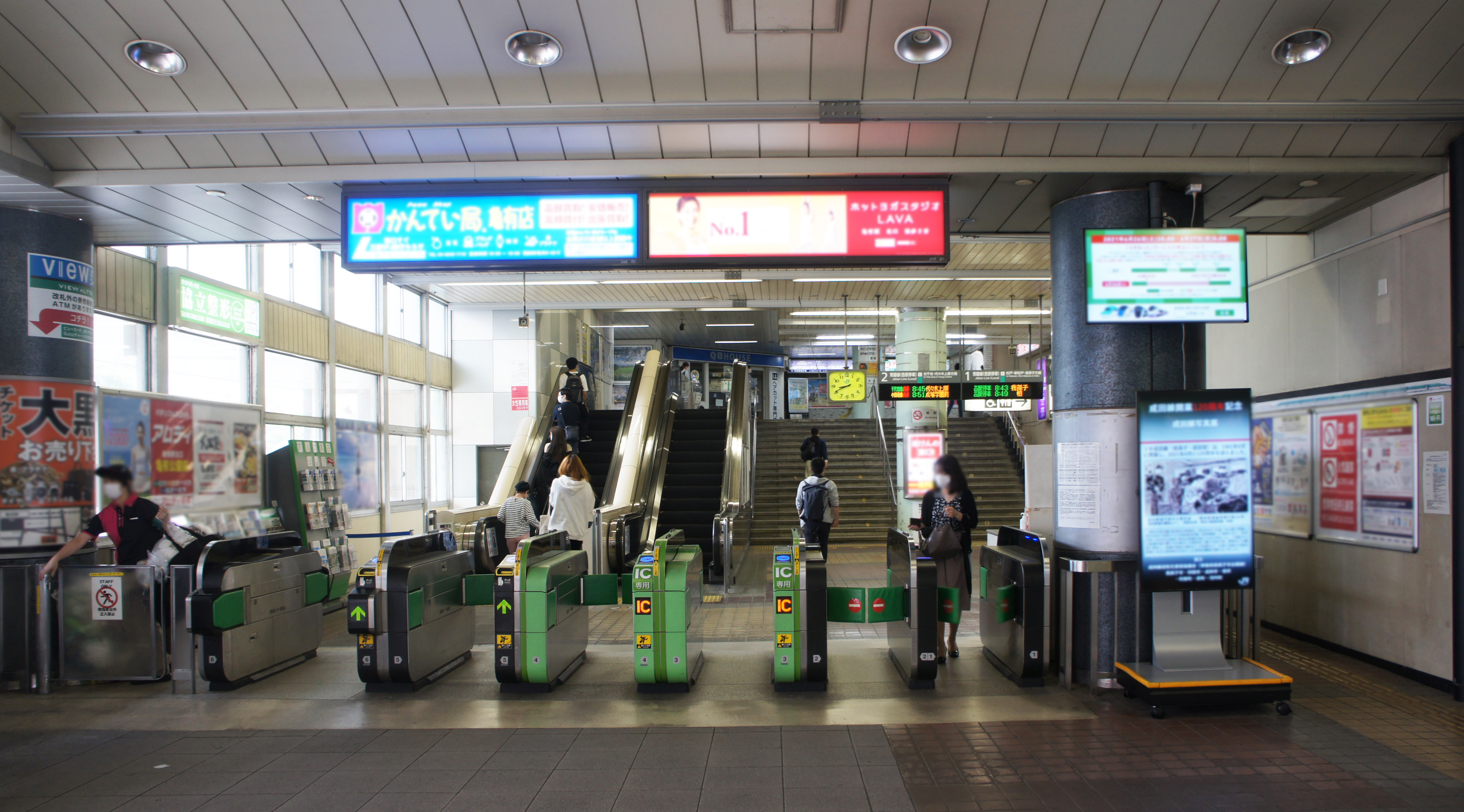
驗票閘口（2021年5月）
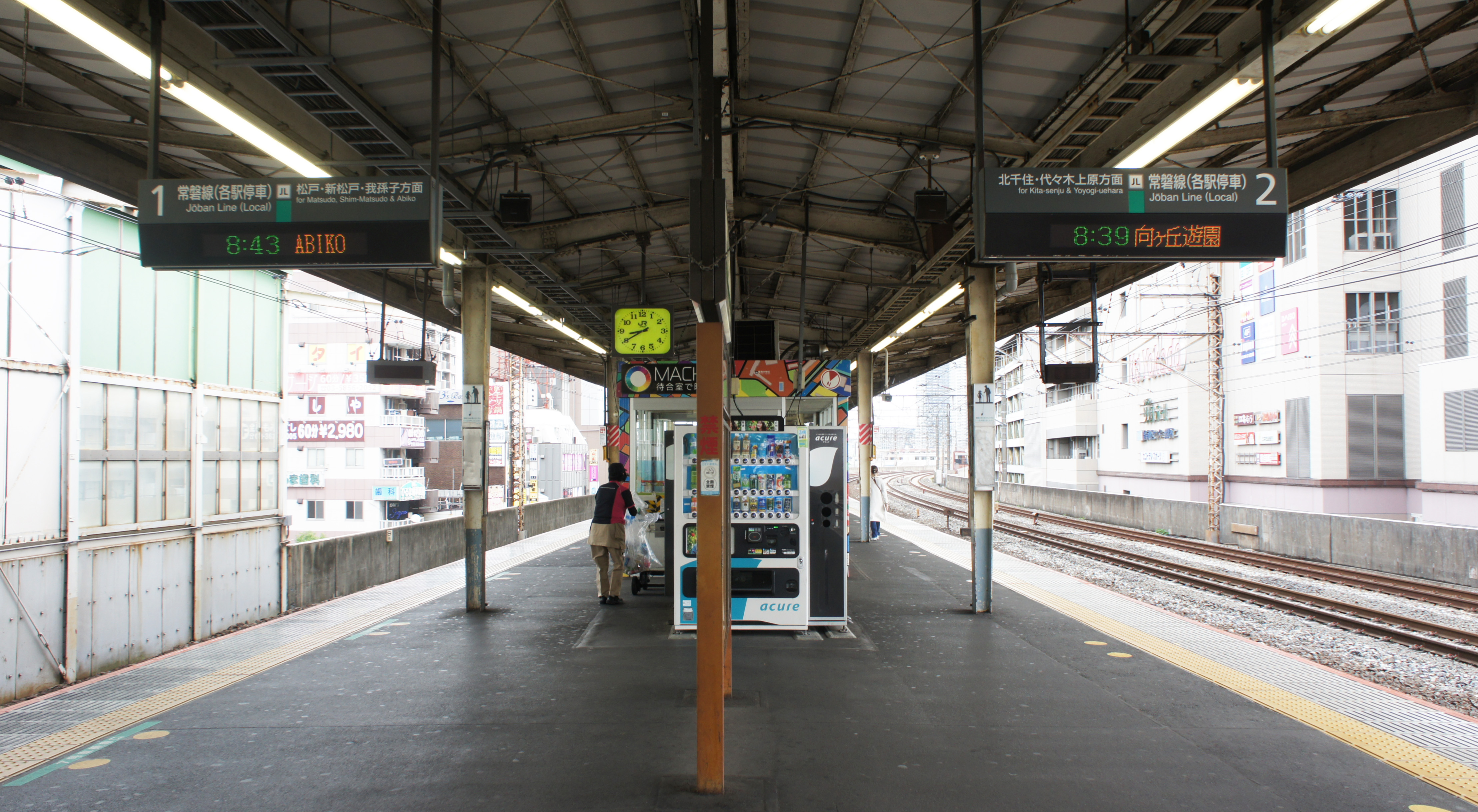
月台（2021年5月）

## 使用情況
2019年（令和元年）度的1日平均上車人次為42,901人。常磐線的快速通過站僅次於金町站排行第2位。
近年的推移如下表。
| 年度               | 1日平均 上車人次 | 來源     |
| ------------------ | ---------------- | -------- |
| 1974年（昭和49年） | 37,432           | [ * 1 ]  |
| 1975年（昭和50年） |                  |          |
| 1976年（昭和51年） | 36,714           | [ * 2 ]  |
| 1977年（昭和52年） | 37,416           | [ * 3 ]  |
| 1978年（昭和53年） | 36,966           | [ * 4 ]  |
| 1979年（昭和54年） | 37,274           | [ * 5 ]  |
| 1980年（昭和55年） | 35,569           | [ * 6 ]  |
| 1981年（昭和56年） | 34,837           | [ * 7 ]  |
| 1982年（昭和57年） | 34,350           | [ * 8 ]  |
| 1983年（昭和58年） | 33,699           | [ * 9 ]  |
| 1984年（昭和59年） | 33,611           | [ * 10 ] |
| 1985年（昭和60年） | 33,039           | [ * 11 ] |
| 1986年（昭和61年） | 33,672           | [ * 12 ] |
| 1987年（昭和62年） | 33,579           | [ * 13 ] |
| 1988年（昭和63年） | 35,817           | [ * 14 ] |
| 1989年（平成元年） | 35,723           | [ * 15 ] |
| 1990年（平成02年） | 36,248           | [ * 16 ] |
| 1991年（平成03年） | 35,723           | [ * 17 ] |
| 1992年（平成04年） | 38,918           | [ * 18 ] |
| 1993年（平成05年） | 38,835           | [ * 19 ] |
| 1994年（平成06年） | 38,370           | [ * 20 ] |
| 1995年（平成07年） | 38,064           | [ * 21 ] |
| 1996年（平成08年） | 39,229           | [ * 22 ] |
| 1997年（平成09年） | 38,445           | [ * 23 ] |
| 1998年（平成10年） | 38,188           | [ * 24 ] |
| 1999年（平成11年） | 38,010           | [ * 25 ] |
| 2000年（平成12年） | 37,279           | [ * 26 ] |
| 2001年（平成13年） | 37,185           | [ * 27 ] |
| 2002年（平成14年） | 36,536           | [ * 28 ] |
| 2003年（平成15年） | 36,152           | [ * 29 ] |
| 2004年（平成16年） | 36,133           | [ * 30 ] |
| 2005年（平成17年） | 36,521           | [ * 31 ] |
| 2006年（平成18年） | 38,615           | [ * 32 ] |
| 2007年（平成19年） | 39,753           | [ * 33 ] |
| 2008年（平成20年） | 39,650           | [ * 34 ] |
| 2009年（平成21年） | 39,343           | [ * 35 ] |
| 2010年（平成22年） | 39,550           | [ * 36 ] |
| 2011年（平成23年） | 38,988           | [ * 37 ] |
| 2012年（平成24年） | 39,483           | [ * 38 ] |
| 2013年（平成25年） | 40,271           | [ * 39 ] |
| 2014年（平成26年） | 40,125           | [ * 40 ] |
| 2015年（平成27年） | 41,058           | [ * 41 ] |
| 2016年（平成28年） | 41,601           | [ * 42 ] |
| 2017年（平成29年） | 42,020           | [ * 43 ] |
| 2018年（平成30年） | 42,854           | [ * 44 ] |
| 2019年（令和元年） | 42,901           |          |

## 車站周邊

### 北口
- 龜有公園
- 中川公園
- 龜有站前郵局
- 葛飾區立中之台小學

### 南口
- 龜有郵局
- 葛飾區立道上小學
- 龜有香取神社
- 龜有中央商店街
- Ario龜有
- 業務超市

## 流行文化
漫畫《烏龍派出所》中的「龜有公園前派出所」在龜有車站附近（實際上這個派出所並不存在），該作品中亦有這個車站的場景出現。2006年2月，在龜有車站北口前設置了主角兩津勘吉的銅像，同年11月在南口亦加設了兩津勘吉的銅像，之後在車站附近再加設了中川圭一、秋本麗子、本田速人等其他角色的銅像。

## 相鄰車站
東日本旅客鐵道
 常磐線（各站停車）
綾瀨（JL 19）－龜有（JL 20）－金町（JL 21）

### 使用情況
1. ↑  東京都統計年鑑 （页面存档备份，存于） - 東京都
2. ↑  葛飾区統計書 （页面存档备份，存于） - 葛飾区
3. ↑  数字で見る足立 （页面存档备份，存于） - 足立区

JR東日本的2000年度以後的上車人次
1. ↑  各駅の乗車人員（2000年度） （页面存档备份，存于） - JR東日本
2. ↑  各駅の乗車人員（2001年度） （页面存档备份，存于） - JR東日本
3. ↑  各駅の乗車人員（2002年度） （页面存档备份，存于） - JR東日本
4. ↑  各駅の乗車人員（2003年度） （页面存档备份，存于） - JR東日本
5. ↑  各駅の乗車人員（2004年度） （页面存档备份，存于） - JR東日本
6. ↑  各駅の乗車人員（2005年度） （页面存档备份，存于） - JR東日本
7. ↑  各駅の乗車人員（2006年度） （页面存档备份，存于） - JR東日本
8. ↑  各駅の乗車人員（2007年度） （页面存档备份，存于） - JR東日本
9. ↑  各駅の乗車人員（2008年度） （页面存档备份，存于） - JR東日本
10. ↑  各駅の乗車人員（2009年度） （页面存档备份，存于） - JR東日本
11. ↑  各駅の乗車人員（2010年度） （页面存档备份，存于） - JR東日本
12. ↑  各駅の乗車人員（2011年度） （页面存档备份，存于） - JR東日本
13. ↑  各駅の乗車人員（2012年度） （页面存档备份，存于） - JR東日本
14. ↑  各駅の乗車人員（2013年度） （页面存档备份，存于） - JR東日本
15. ↑  各駅の乗車人員（2014年度） （页面存档备份，存于） - JR東日本
16. ↑  各駅の乗車人員（2015年度） （页面存档备份，存于） - JR東日本
17. ↑  各駅の乗車人員（2016年度） （页面存档备份，存于） - JR東日本
18. ↑  各駅の乗車人員（2017年度） （页面存档备份，存于） - JR東日本
19. ↑  各駅の乗車人員（2018年度） （页面存档备份，存于） - JR東日本
20. ↑  各駅の乗車人員（2019年度） （页面存档备份，存于） - JR東日本

東京都統計年鑑
1. ↑  .   [2017-12-20]. （原始内容存档于2016-03-05）.
2. ↑  .   [2017-12-20]. （原始内容存档于2015-06-29）.
3. ↑  .   [2017-12-20]. （原始内容存档于2016-03-05）.
4. ↑  .   [2017-12-20]. （原始内容存档于2015-06-29）.
5. ↑  .   [2017-12-20]. （原始内容存档于2016-03-05）.
6. ↑  .   [2017-12-20]. （原始内容存档于2016-03-05）.
7. ↑  .   [2017-12-20]. （原始内容存档于2016-03-05）.
8. ↑  .   [2017-12-20]. （原始内容存档于2015-06-29）.
9. ↑  .   [2017-12-20]. （原始内容存档于2015-06-29）.
10. ↑  .   [2017-12-20]. （原始内容存档于2015-06-29）.
11. ↑  .   [2017-12-20]. （原始内容存档于2016-03-05）.
12. ↑  .   [2017-12-20]. （原始内容存档于2016-03-05）.
13. ↑  .   [2017-12-20]. （原始内容存档于2015-06-29）.
14. ↑  .   [2017-12-20]. （原始内容存档于2016-03-05）.
15. ↑  .   [2017-12-20]. （原始内容存档于2016-03-05）.
16. ↑  .   [2017-12-20]. （原始内容存档于2016-03-05）.
17. ↑  .   [2017-12-20]. （原始内容存档于2016-03-05）.
18. ↑  平成4年
19. ↑  平成5年
20. ↑  平成6年
21. ↑  平成7年
22. ↑  平成8年
23. ↑  .   [2017-12-20]. （原始内容存档于2016-03-04）.
24. ↑  平成10年PDF
25. ↑  平成11年PDF
26. ↑  .   [2017-12-20]. （原始内容存档于2016-03-04）.
27. ↑  .   [2017-12-20]. （原始内容存档于2016-03-04）.
28. ↑  .   [2017-12-20]. （原始内容存档于2017-07-29）.
29. ↑  .   [2017-12-20]. （原始内容存档于2017-07-29）.
30. ↑  .   [2017-12-20]. （原始内容存档于2017-07-29）.
31. ↑  .   [2017-12-20]. （原始内容存档于2017-07-29）.
32. ↑  .   [2017-12-20]. （原始内容存档于2017-07-29）.
33. ↑  .   [2017-12-20]. （原始内容存档于2017-07-29）.
34. ↑  .   [2017-12-20]. （原始内容存档于2017-07-29）.
35. ↑  .   [2017-12-20]. （原始内容存档于2016-03-26）.
36. ↑  .   [2017-12-20]. （原始内容存档于2016-03-27）.
37. ↑  .   [2017-12-20]. （原始内容存档于2016-03-25）.
38. ↑  .   [2017-12-20]. （原始内容存档于2016-03-27）.
39. ↑  .   [2017-12-20]. （原始内容存档于2016-03-22）.
40. ↑  .   [2017-12-20]. （原始内容存档于2017-07-30）.
41. ↑  .   [2017-12-20]. （原始内容存档于2018-11-09）.
42. ↑  .   [2020-07-29]. （原始内容存档于2019-05-02）.
43. ↑  .   [2020-07-29]. （原始内容存档于2019-12-03）.
44. ↑  .   [2020-07-29]. （原始内容存档于2020-08-04）.

## 外部連結
- 車站資訊（龜有）：東日本旅客鐵道